# マーキュリー・レヴ
マーキュリー・レヴ（Mercury Rev）は、アメリカ合衆国ニューヨーク州バッファロー出身のオルタナティヴ・ロック・バンド。
自分達の実験映画のサウンドトラックを作るために、バンドを結成した。1999年に初来日。2001年にサマーソニック、2005年にフジロックフェスティバルに出演している。2009年、再びサマーソニックに出演した。2015年16年ぶりの単独公演が実現した。

## メンバー

### 現在のメンバー
- ジョナサン・ドナヒュー (Jonathan Donahue) - ボーカル、ギター
- グラスホッパー (Grasshopper) - ギター
- ジェシー・チャンドラー (Jesse Chandler)

### 旧メンバー
- デヴィッド・ベイカー (David Baker) - ボーカル
- ジョン・デヴリース (John DeVries)
- ジェフ・マーセル (Jeff Mercel)
- ジェラルド・メンケ (Gerald Menke)
- スザンヌ・ソープ (Suzanne Thorpe) - フルート
- ジミー・チェンバース (Jimy Chambers) - パーカッション
- ジャスティン・ルッソ (Justin Russo)
- ジェイソン・ルッソ (Jason Russo)
- アダム・スナイダー (Adam Snyder)
- マイケル・シャーマー (Michael Schirmer)
- デイヴ・フリッドマン (Dave Fridmann) - ベース、メロトロン
- ポール・ディロン (Paul Dillon)
- カルロス・アンソニー・モリーナ (Carlos Anthony Molina)
- ジェイソン・ミランダ (Jason Miranda)

## ディスコグラフィ

### アルバム
- 『ユアセルフ・イズ・スティーム』 - Yerself Is Steam (1991年、Jungle/Columbia)
- 『ルーザー』 - Boces (1993年、Beggars Banquet)
- 『シー・ユー・オン・ジ・アザー・サイド』 - See You on the Other Side (1995年、Beggars Banquet)
- Paralyzed Mind of the Archangel Void (1995年、Big Cat) ※Harmony Rockets名義
- 『ディザーターズ・ソングス』 - Deserter's Songs (1998年、V2)
- 『オール・イズ・ドリーム』 - All Is Dream (2001年、V2)
- 『ザ・シークレット・マイグレーション』 - The Secret Migration (2005年、V2)
- 『スノーフレイク・ミッドナイト』 - Snowflake Midnight (2008年、V2/Yep Roc)
- Strange Attractor (2008年、Self-released)
- Inner Autumn Outer Space (2013年、Self-released)
- 『ザ・ライト・イン・ユー』 - The Light in You (2015年、Bella Union)
- Bobbie Gentry's The Delta Sweete Revisited (2019年、Bella Union)
- Born Horses (2024年)